# Canal de Jonction

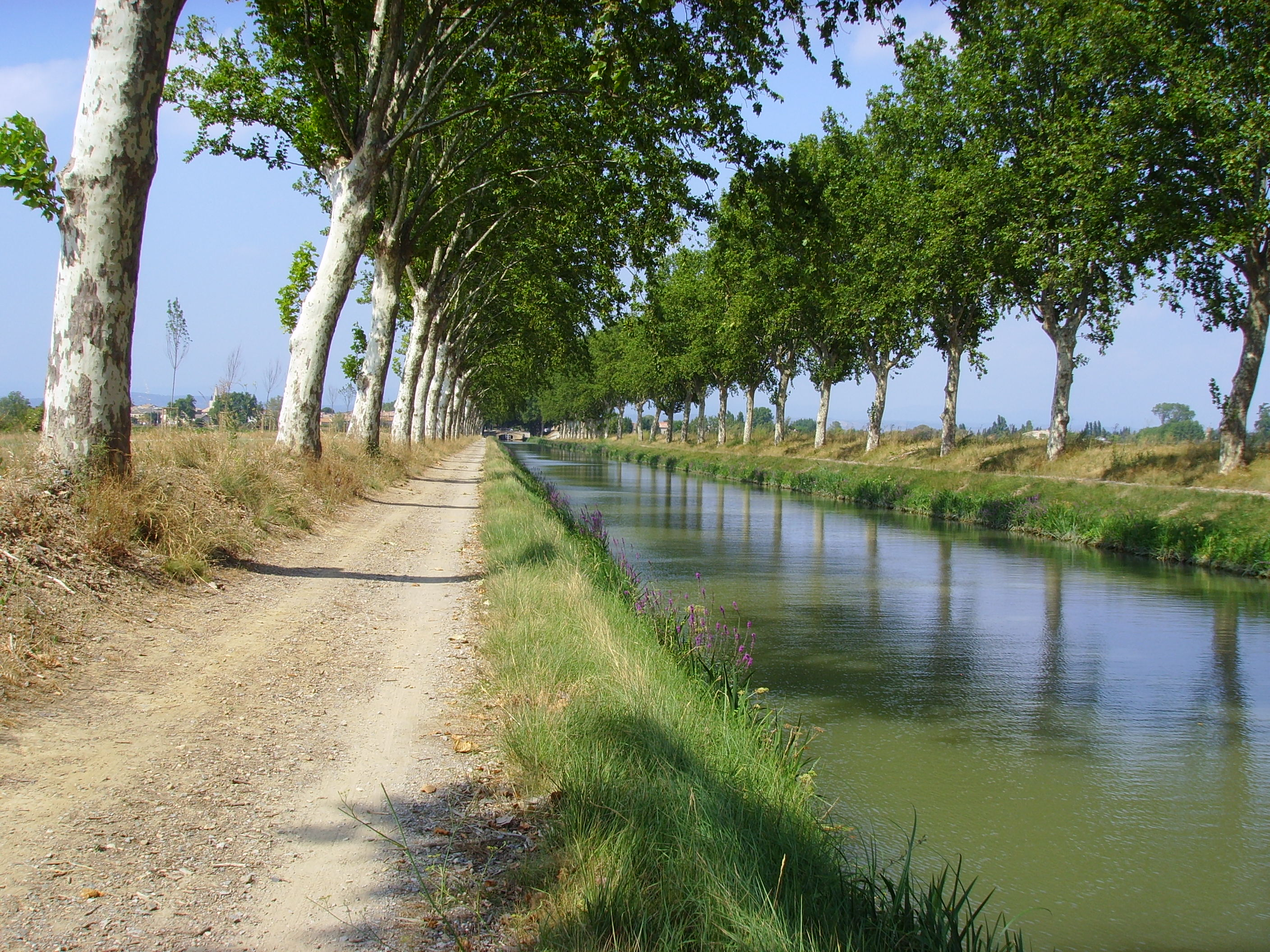
Canal de Jonction y camino de remolque

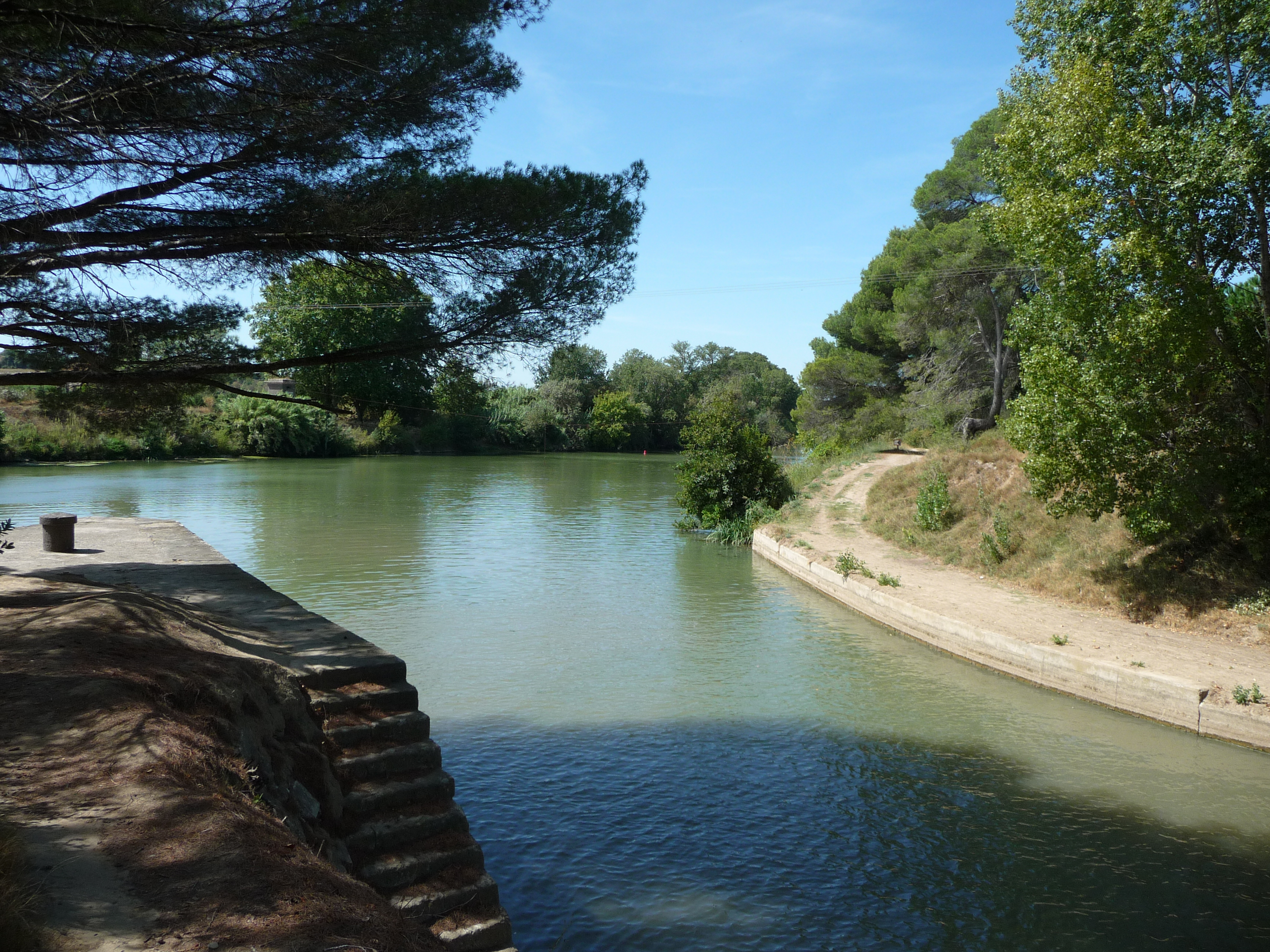
El canal de Jonction se une al río Aude

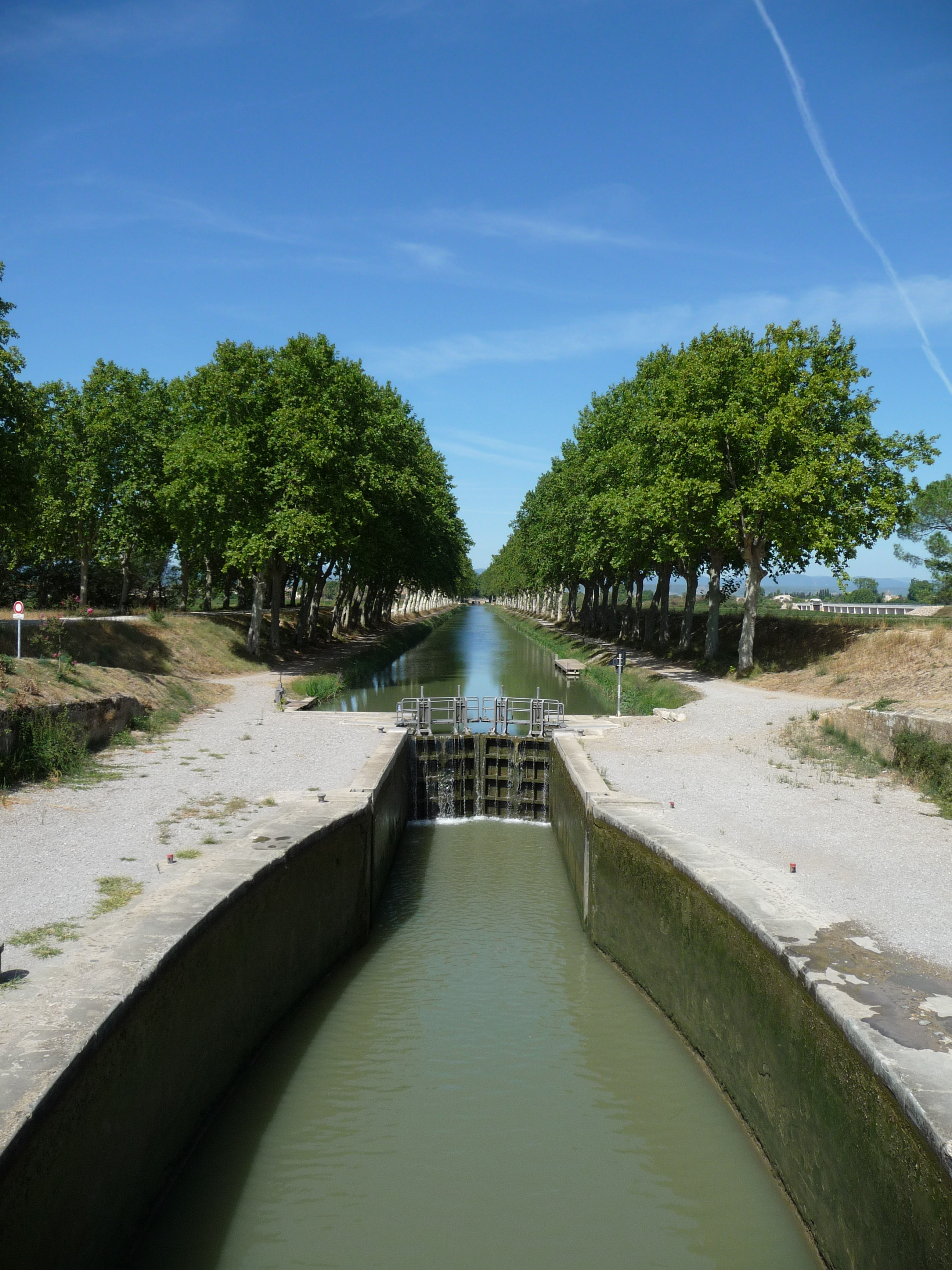
Esclusa de Gailhousty

El canal de Jonction, llamado también canal de Narbona, es una vía artificial navegable francesa que sirve de unión entre el canal de Midi y el canal de la Robine a través del río Aude.

## Curso
Con una longitud de 8 km su trazado completamente rectilíneo se encuentra situado en la comuna de Sallèles-d'Aude. Durante su curso están situadas 7 esclusas, hoy día automáticas, que ayudan a salvar un desnivel de 22 metros. Permite unir el canal de Midi al río Aude (confluyen en la localidad de Galhousty), el canal de la Robine (vínculo entre el canal de Midi y Narbona), y Port-la-Nouvelle.
Llega a Narbona a la altura de La Robine, un antiguo cauce del río Aude utilizado antiguamente para la navegación y convertido en canal en 1686.
Originalmente construido según las normas de Riquet, más tarde se tomará el modelo de Freycinet. El flujo de agua del canal se asegura gracias al canal de Midi. Una gran parte de su curso está bordeado de árboles en cada orilla.

## Historia
Tras la puesta en funcionamiento del canal de Midi en el año 1682 y unos años más tarde el canal de la Robine, las mercancías transitan por la ruta a lomos de burros para conectar las dos vías navegables, lo cual se hizo notar negativamente en los puertos pesqueros del sur del Aude, así como en el resto de Francia.
Según el proyecto inicial, el canal de Languedoc debía desembocar en el mar Mediterráneo, entrando por el río Aude vis a vis con el canal de la Robine, utilizando el antiguo cauce del río, para unirse con el mar en la Nouvelle, pero el trazado inicial fue modificado para prolongar el canal hasta la laguna de Thau.
La ciudad de Narbona, privada de que el canal de Languedoc pasara entre sus muros, obtuvo sin embargo la promesa de que se construiría una esclusa en el fondo del río Cesse, para entrar por ella al río Aude, y más tarde pasar a Narbona por el canal de la Robine, promesa que figura en el artículo 20 del presupuesto presentado en 1668 por el caballero de Clerville de los Estados del Languedoc y la diócesis de Narbona.
Vauban muestra su interés por el canal en 1684 y lo reconoce como de un gran interés. Un edicto del rey del 19 de febrero de 1685 ordena un examen del estado del proyecto, y otro edicto del 2 de julio de 1686 ordena su ejecución. Pero desde que en 1690 comenzara su construcción, ésta ha sido un modelo de lentitud, y multitud de obstáculos detuvieron los trabajos en numerosas ocasiones.
Fue Arthur Richard Dillon, último arzobispo de Narbona, quien se sorprendió de que transcurrido un siglo el proyecto no se hubiera terminado. Como presidente de los Estados de Languedoc, hizo que aquellos concedieran los créditos necesarios para la finalización del canal. Los trabajos se retoman en 1775, bajo la dirección del arquitecto Bertrand Garipuy. El canal se terminó en 1780, casi 100 años después de la decisión de su construcción.